# The Smokin' Gunns
The Smokin' Gunns fue un equipo en parejas de lucha libre profesional de hermanos en kayfabe Billy Gunn (Monty Sopp) y Bart Gunn (Mike Polchlopek). Ellos interpretaron cowboys en la World Wrestling Federation (WWF) desde 1993 hasta 1996. Como equipo, The Smokin' Gunns ganó el Campeonato en Parejas de la WWF tres veces.

## Historia
The Smokin' Gunns hicieron su debut en WWF en abril de 1993. Su primera aparición fue en el evento King of the Ring 1993 en una lucha en equipos de ocho hombres. Los Gunns y The Steiner Brothers obtuvieron la victoria sobre The Headshrinkers y Money Inc. cuando Billy cubrió a Ted DiBiase. Su siguiente gran lucha llegó en SummerSlam 1993, cuando se aliaron con Tatanka para derrotar a Bam Bam Bigelow y The Headshrinkers.
Desde su debut hasta enero de 1994, ellos disparaban balas de salva en las arenas con armas reales, pero luego recibieron denuncias por parte de familias de que estaban asustando a niños, lo que causó que dejen de disparar armas en las arenas.
Aunque continuaron luchando como un equipo, no aparecieron juntos otra vez en un pago por visión de la WWF para más de un año. En el otoño de 1994, los Gunns comenzaron una rivalidad con The Heavenly Bodies (Tom Prichard y Jimmy Del Ray). The Bodies atacaron a los Gunns y destruyeron sus sombreros de vaquero. En represalia, los Gunns agarraron las batas de los Bodies y les arrancaron las alas. Los equipos tuvieron una serie de luchas en house shows, pero la rivalidad jamás terminó en una lucha final. En cambio, los equipos se enfrentaron como parte de una lucha de eliminación de 5 contra 5 en Survivor Series 1994. Billy y Bart unieron fuerzas con Lex Luger, Mabel y Adam Bomb en una derrota ante el equipo de Ted DiBiase compuesto por King Kong Bundy, Tatanka, Bam Bam Bigelow y The Heavenly Bodies.

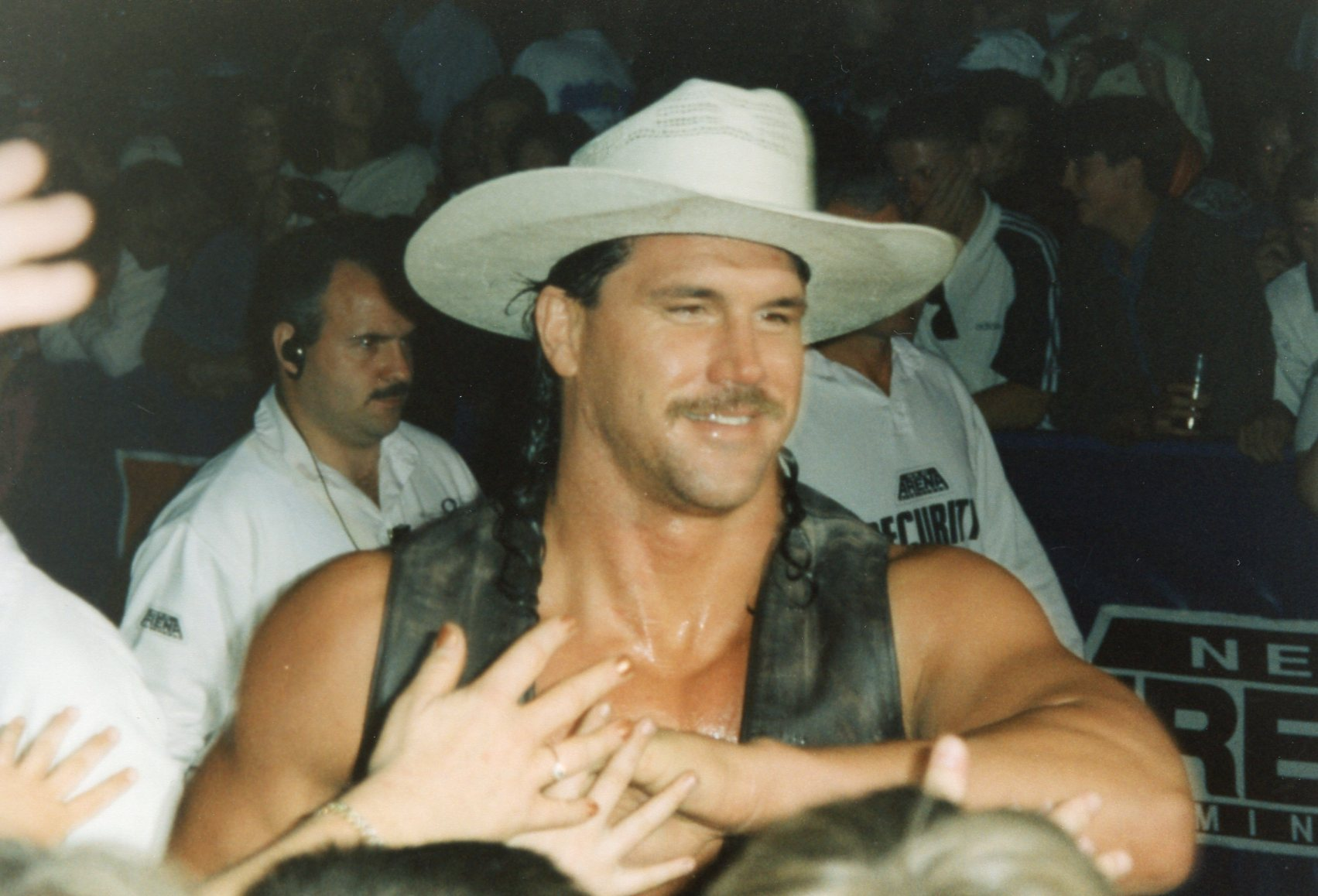
Bart Gunn en su vestimenta de cowboy.

Los Gunns iban a competir en un torneo por los vacantes títulos en parejas después de que Shawn Michaels y Diesel, los campeones, tuvieron una disputa. Lesiones impidieron que los Gunns entraran, sin embargo. Un día después de que sus reemplazos, Bob Holly y el 1-2-3 Kid ganaran los cinturones, los Gunns volvieron para ganar el título el 23 de enero de 1995. En WrestleMania XI, los Gunns se enfrentaron a Owen Hart y un compañero misterioso, que se reveló como Yokozuna, y perdieron los títulos. Ellos reconquistaron el título de Hart y Yokozuna el 25 de septiembre de ese año.
Los Gunns ostentaron los títulos hasta el 15 de febrero de 1996, cuando Billy se vio obligado a someterse a una cirugía de cuello, y The Smokin' Gunns tuvo que renunciar a su título.|f Billy se recuperó rápidamente, y los Gunns ganaron su último campeonato tres meses más tarde al derrotar a The Godwinns en In Your House 8: Beware of Dog. Después de esta victoria, Sunny dejó a The Godwinns para ser la mánager de los Gunns. Sunny era una mánager heel y manipulaba a los Gunns, causando que los hermanos discutieran. Sunny y Billy tuvieron una relación en pantalla, lo que molestó a Bart. 
Sunny eventualmente causó la caída del equipo, pues se convirtió en la fuente de luchas internas entre los dos. Cuando The Smokin' Gunns perdieron los campeonatos en parejas ante Owen Hart y The British Bulldog en septiembre de 1996 en In Your House 10: Mind Games, Sunny abandonó al equipo porque solo quería ser mánager de los titulares (aunque ella no se convirtió en mánager de Hart y Bulldog). Billy, frustrado con perder el título y a Sunny, se volvió contra Bart. Ahora oficialmente un talón, él brevemente tuvo una rivalidad con su hermano. Después de enfrentarse uno al otro en luchas en equipos, la rivalidad que culminó en una lucha uno a uno. Durante el lucha, Bart accidentalmente lastimó el cuello de Billy, obligando a Billy a tomarse un tiempo y terminando la rivalidad abruptamente.
Poco después, Bart fue a luchar por la National Wrestling Alliance (NWA), y cuando regresó a la WWF en 1998, estuvo involucrado principalmente en tramas con otros talentos de la NWA,  quienes participaban en un intercambio interpromocional , y sus adversarios en el torneo Brawl For All, el cual ganó. Sin embargo Bart fue despedido tras WrestleMania XV, en donde perdió en 30 segundos ante Eric "Butterbean"
Esch, antes de que tuviera otro angle con Billy. Se enfrentaron, sin embargo, en una lucha en parejas entre The New Midnight Express y The New Age Outlaws en King of the Ring 1998, Bart con el Midnight Express y Billy con los Outlaws.
Después de la ruptura, Billy fue dado el nuevo gimmick de Rockabilly, que no tuvo éxito, así que se convirtió en "Badd Ass" Billy Gunn y más tarde ganó el Campeonato Intercontinental, dos Campeonatos Hardcore y el torneo King of the Ring 1999, además de siete títulos más en parejas.

## En lucha
- Movimientos finales
  - Sidewinder[7] (Combinación de Sidewalk slam (Bart) / Diving leg drop (Billy))

- Movimientos de firma
  - Billy le da un back body drop al oponente hacia los brazos de Bart, quien le da un piledriver
  - Combinación de Back suplex / Neckbreaker slam
  - Doble Russian legsweep

- Mánager
  - Sunny[1]

## Campeonatos y logros
- World Wrestling Federation
  - WWF Tag Team Championship (3 veces)
  - Raw Bowl[15]